# Cașin (gmina)
Cașin – gmina w Rumunii, w okręgu Bacău. Obejmuje miejscowości Cașin i Curița. W 2011 roku liczyła 3387 mieszkańców.